# فدریگو انریکوئس
فدریگو انریکوئس (به ایتالیایی: Federigo Enriques) (زاده ۵ ژانویه ۱۸۷۱ در لیورنو – درگذشته ۱۴ ژوئن ۱۹۴۶ در رم) ریاضیدان و تاریخنگار ریاضیات اهل ایتالیا بود. او بوِیژه به دلیل سهمش در رده بندی رویه های جبری که به نام خود او و کونیهیکو کودایرا، رده بندی انریکوئس-کودایرا نامیده می شود، نامبردار است.

## زندگی و کارنامه
انریکوئس در یک خانواده با اصالت یهودی در پیزا بزرگ شد و در همانجا به دانشگاه رفت و استاد او در دانشگاه انریکو بتی بود. سپس به رم رفت و به همکاری با گوییدو کاستلنوو سرگرم شد و درجه دکتر را با سرپرستی بیتی و کاستلنوو دریافت کرد. زیر تاثیر کاستلنوو، انریکوئس به کار روی رویه های جبری پرداخت و این دلمشغولی را همه عمر با خود داشت. سپس به تورین به نزد کورادو سگره رفت. در سال ۱۸۹۶ در دانشگاه بولونیا به درجه استادی رسید. در سال ۱۹۲۳ او به دانشگاه رُم رفت و سرانجام در سال ۱۹۳۸ ناچار شد به دلیل نسب یهودیش از سمت استادی کناره گیرد. انریکوئس در سال ۱۹۱۲ در کنگره جهانی ریاضیدانان به سخنرانی پرداخت.
انریکوئس در زمانی نزدیک ۲۰ سال برنامه رده بندی رویه های جبری را با کاستلنوو به پیش برد. او همچنین به مسائلی درباره پایه های هندسه و نیز پرسشهای تاریخی و فلسفی در ریاضیات دلبسته بود و کتابهای اموزشی بسیاری درباره جبر و هندسه و نیز کتابی درباره تاریخ منطق نگاشت. انریکوئس در کنار کاستلنوو و سِوِری یکی از سه نماینده پیشرو مکتب هندسه جبری ایتالیا بودند.